# Zoe Caldwell
Zoe Ada Caldwell OBE (* 14. September 1933 in Melbourne, Victoria; † 16. Februar 2020 in Pound Ridge, New York, USA) war eine australische Schauspielerin und Theaterregisseurin. Sie war eine der renommiertesten Broadway-Schauspielerinnen ihrer Generation und gewann vier Tony Awards.

## Leben und Karriere
Caldwell, die Tochter eines Klempners und einer Tänzerin, erhielt bereits als Kind erste Tanzstunden und trat in ihrer Heimatstadt Melbourne im Radio und in Theaterproduktionen auf. 1953 war sie Gründungsmitglied der Union Theatre Repertory Company, aus der die heute noch bestehende Melbourne Theatre Company hervorging. Nach weiteren Bühnenrollen in Australien wurde sie Ende der 1950er-Jahre nach England zur Royal Shakespeare Company verpflichtet, wo sie unter anderem Bianca in einer Produktion von Othello mit Paul Robeson in der Titelrolle spielte. In den folgenden Jahren war Caldwell in Kanada, Australien und Großbritannien in größeren Bühnenrollen zu sehen, oft in Shakespeare-Werken, aber gelegentlich auch in modernen Stücken wie Eugène Ionescos Jacques.
1965 gab Caldwell in John Whitings Stück The Devils ihr Debüt am New Yorker Broadway. Sie gewann ihren ersten Tony Award im Jahr 1966 in der Kategorie Beste Nebendarstellerin für ihren Auftritt in Slapstick Tragedy von Tennessee Williams. Danach stieg sie zu einer der führenden Schauspielerinnen des Broadways auf und gewann den Tony Award in der Kategorie Beste Hauptdarstellerin noch dreimal: 1968 für die Rolle der jungen Lehrerin Jean Brodie in The Prime of Miss Jean Brodie (eine Theateradaption von Muriel Sparks Roman Die Blütezeit der Miss Jean Brodie durch Jay Presson Allen), 1982 für die Titelrolle in dem antiken Drama Medea von Euripides (gespielt mit einer „rauen sexuellen Energie, die fast schockierend wirkte“), und 1996 für Terrence McNallys Stück Master Class, in der sie die an ihrem Lebensende stehende Opernsängerin Maria Callas darstellte. Weitere wichtige Auftritte hatte sie unter anderem in der Originalproduktion von Arthur Millers Stück The Creation of the World and Other Business und in William Luces Ein-Personen-Stück über die Autorin Lillian Hellman.
Neben ihren eigenen Bühnenrollen war Caldwell ab den 1970er-Jahren selbst mehrfach am Broadway sowie beim American Shakespeare Theatre in Stratford als Regisseurin aktiv. Ihr Schwerpunkt lag auf Inszenierungen von Shakespeare, unter ihrer Leitung spielten dabei berühmte Schauspieler wie Christopher Plummer, Glenda Jackson, James Earl Jones und Dianne Wiest.
Caldwells Filmografie ist dagegen vergleichsweise schmal geblieben. Einen größeren Teil ihrer Filmografie machen Aufzeichnungen ihrer Bühnenauftritte für das Fernsehen aus, etwa 1961 Macbeth mit Sean Connery in der Titelrolle und ihr als Lady Macbeth. In Woody Allens Komödie The Purple Rose of Cairo hatte sie 1985 eine markante Nebenrolle als „die Herzogin“. In den drei Lilo & Stitch-Zeichentrickfilmen (2002–2006), der auf den Filmen basierenden Fernsehserie sowie dem Videospiel Kingdom Hearts Birth by Sleep (2010) lieh sie in der englischsprachigen Originalfassung der „Präsidentin des Hohen Rats“ ihre Stimme. Ihren letzten Filmauftritt hatte sie 2011 in dem Filmdrama Extrem laut & unglaublich nah als Großmutter der jungen Hauptfigur. Allgemein bevorzugte Caldwell aber die Bühne vor dem Film, wie sie 1986 dem Boston Globe ausführte: „(…) Schauspiel ist, ein Erlebnis zu teilen. Fernsehen und Filme tendieren dazu, dieses Element des Teilens abzuschneiden. (…) Alles ist mechanisch. Alles ist tot. Schauspieler auf der Bühne leben. Das Publikum lebt.“ Zudem sei Schauspielern das „Reflektieren über die Beobachtungen des Lebens“. Da sie nie ein „Fernsehgesicht“ geworden sei, könne sie unerkannt durch New York laufen oder mit dem Bus fahren und dabei das echte Leben absorbieren.
Caldwell war von 1968 bis zu dessen Tod mit dem Theaterproduzenten Robert Whitehead (1916–2002) verheiratet, das Paar hatte zwei Söhne namens Sam und Charles. 1970 wurde sie vom britischen Königshaus mit dem Order of the British Empire geehrt. Ihre Autobiografie I Will Be Cleopatra erschien im Jahr 2002. Sie starb im Februar 2020 im Alter von 86 Jahren an Komplikationen ihrer Parkinson-Krankheit. Zum Gedenken an die Schauspielerin wurden die Lichter der Broadway-Theater daraufhin für eine Minute gedimmt.

## Filmografie (Auswahl)
- 1959: A Midsummer Night’s Dream (Fernsehfilm)
- 1961: Macbeth (Fernsehfilm)
- 1962: Festival in Adelaide
- 1964: Dear Liar (Fernsehfilm)
- 1971: Great Performances (Fernsehserie, Folge Sarah … Sarah Bernhardt)
- 1983: Medea (Fernsehfilm)
- 1985: The Purple Rose of Cairo
- 1989: Die Macht eines Kindes (Lantern Hill, Fernsehfilm)
- 2002: Just a Kiss
- 2002: Lilo & Stitch (Sprechrolle)
- 2003: Stitch & Co. – Der Film (Stitch: The Movie, Sprechrolle)
- 2003: Lilo & Stitch (Fernsehserie, Folge Finder, Sprechrolle)
- 2004: Birth
- 2006: Lilo & Stitch 3: Leroy und Stitch (Leroy & Stitch, Sprechrolle)
- 2011: Extrem laut & unglaublich nah (Extremely Loud & Incredibly Close)

## Autobiografie
- Zoe Caldwell: I Will be Cleopatra: An Actress’s Journey. W. W. Norton, New York 2002, ISBN 0-393-32360-9.